# Джей, Питер
Питер Джей (англ. Peter Jay; 7 февраля 1937, Лондон — 22 сентября 2024) — британский журналист, посол Великобритании в США (1977—1979).

## Биография
Родился в семье известных лейбористских политиков. Учился в школе Dragon в Оксфорде, в колледжах Винчестера и Christ Church Оксфорда, последний окончил со степенью отличия первого класса в PPE (философия, политика и экономика).
В 1977—1979 годах посол Великобритании в США.
Умер у себя дома 22 сентября 2024 года в возрасте 87 лет.

## Карьера
В начале 1970-х годов Джей стал главным ведущим новостной аналитической программы Weekend World на London Weekend Television Sunday. Он был соавтором, вместе со своим другом Джоном Биртом, серии статей для The Times в 1972 году, в которых они критиковали стандартную телевизионную журналистику и разработали то, что стало называться их «миссией объяснения».
Как лидер консорциума известных медиа-деятелей, включая Анджелу Риппон, Дэвида Фроста , Майкла Паркинсона и Анну Форд, Джей выиграл франшизу и стал основателем и председателем TV-am , утренней телестанции, запущенной консорциумом. Когда первоначальный акцент на новостях и текущих событиях не принес экономического успеха, его уволил его друг и содиректор Джонатан Эйткен (The Observer. London. 18 June 2000. Retrieved 11 January 2011).
Карьера Джея приняла неожиданный оборот, когда он стал начальником штаба Роберта Максвелла в самые яркие годы его жизни. Жена Джея Маргарет возглавляла Фонд Максвелла по борьбе со СПИДом примерно в то же время, где она встретила своего нынешнего мужа профессора Майка Адлера.
Позже Джей вернулся в радиожурналистику; Джон Бирт назначил его редактором по экономике BBC, а Джей вел выпуски программы The Money.
Он написал книгу «Дорога к богатству, или Благосостояние человека» (2000, Вайденфельд и Николсон ), представил связанный с ней документальный сериал на BBC TV, а также написал в соавторстве с Майклом Стюартом спекулятивный исторический роман «Апокалипсис 2000: Экономический крах и самоубийство демократии» (1987).
В то время как его отец был тесно связан с кейнсианской экономикой, Джей все больше отождествлял себя с новой «монетаристской» школой, связанной с Милтоном Фридманом, человеком, с которым он был близким другом. Джей также дебатировал с Фридманом и Томасом Соуэллом , включая два эпизода телесериала Фридмана «Свобода выбора» (1980). Джей также был модератором дискуссий в британской версии «Свободы выбора». Джею приписывают помощь в написании речи Джеймса Каллагана на конференции Лейбористской партии 1976 года. Речь рассматривается как своего рода поворотный момент, поскольку Каллаган заявил: «Раньше мы думали, что можно потратить деньги, чтобы выйти из рецессии, и увеличить занятость, сократив налоги и увеличив государственные расходы. Я говорю вам со всей откровенностью, что такой возможности больше не существует», отказ от ранее доминирующей кейнсианской логики и отражение господства монетаризма.  Джей использовал свою колонку в The Times для пропаганды неолиберальной политики в Великобритании.
С июня 2003 года по май 2009 года Джей был неисполнительным директором Банка Англии. Он был управляющим Фонда Дитчли с 1982 по 1987 год, а ранее был советником городского совета Вудстока.

## Личная жизнь
Бывшая жена Маргарет Джей, на которой был женат в 1961—1985 годах.